# Építkezők Fogyasztóvédelmi Egyesülete
Az Építkezők Fogyasztóvédelmi Egyesülete (rövidített nevén ÉFE) – Fogyasztói jogvédő szervezet.
Az Építkezők Fogyasztóvédelmi Egyesülete egy önkormányzati elven működő fogyasztóvédelmi szervezet. Munkájával elsősorban az építkezőknek, lakásfelújítóknak nyújt segítséget, ahhoz hogy érdekeiket hatékonyabban érvényesíthessék.Feladatát az egyesülési jogról rendelkező 1989. évi II. tv. és a fogyasztóvédelemről szóló 1997. évi CLV. tv. rendelkezéseinek keretei között végzi. Az Építkezők Fogyasztóvédelmi Egyesülete 2006. november 10-én alakult. Az alakuló közgyűlés Flórián Zsoltot választotta az Egyesület elnökévé és jelenleg is ő irányítja a szervezetet. Az Egyesület az egyéni, illetve nagyobb fogyasztói közösségeket érintő jogérvényesítést egyaránt fontosnak tartja. Az Építkezők Fogyasztóvédelmi Egyesülete legfontosabb célnak a prevenciót tekinti.Egy új generációs civilszervezetként igyekszik olyan innovatív módszereket alkalmazni, amelyekkel a korábbi gyakorlatban nem találkoztunk, kommunikációs, marketing és informatikai eszközök teljes tárházát használja a kitűzött célok elérése érdekében.

## Külső hivatkozások
- Hivatalos weboldal